# Vetra-ČKD
Vetra–ČKD (též Vetra/ČKD, interně označované Praga 51 nebo Praga TB 51) je označení pro typ trolejbusu, který vznikl instalací československé elektrické výzbroje firmy ČKD do francouzské karoserie vyrobené společností Vetra.

## Konstrukce
Po druhé světové válce nastal nedostatek nových trolejbusů. Jedním z důvodů bylo také vybombardování automobilky Praga, která tak nemohla realizovat svůj nový typ trolejbusu (Praga TB 2). Proto se přistoupilo k dovozu trolejbusových karoserií Vetra z Francie. V Československu do nich byla nainstalována elektrická výzbroj ČKD původně určená právě pro nerealizovaný trolejbus Praga.
Vetra–ČKD je dvounápravový trolejbus se samonosnou karoserií. Ta byla umístěna na rámu, kde se nacházela také většina elektrické výzbroje. Kostra vozu, zevnitř i zvenčí oplechovaná, byla svařena ze speciálních ocelových profilů. Interiér byl navíc obložen nalakovanou překližkou. V pravé bočnici vozu se nacházely troje skládací dveře (zadní čtyřkřídlé, ostatní dvoukřídlé). Sedačky v interiéru byly umístěny podélně.

## Provoz
V letech 1948 až 1950 bylo vyrobeno celkem 35 vozů.
| Současný stát | Město             | Článek | Typ       | Roky dodávek | Počet vozů | Evidenční čísla při dodání | Poznámky | Zdroj |
| ------------- | ----------------- | ------ | --------- | ------------ | ---------- | -------------------------- | -------- | ----- |
| Česko         | České Budějovice  | článek | Vetra–ČKD | 1948 – 1949  | 12 kusů    | 1 – 12                     |          |       |
| Česko         | Děčín             | článek | Vetra–ČKD | 1950         | 4 kusy     | 1 – 4                      |          |       |
| Česko         | Hradec Králové    | článek | Vetra–ČKD | 1949 – 1950  | 5 kusů     | 51 – 55                    |          |       |
| Česko         | Jihlava           | článek | Vetra–ČKD | 1948 – 1949  | 6 kusů     | 1 – 6                      |          |       |
| Česko         | Zlín – Otrokovice | článek | Vetra–ČKD | 1948 – 1949  | 8 kusů     | 9 – 16                     |          |       |

Poslední vozy Vetra–ČKD dojezdily v Československu v roce 1965. Stalo se tak v Českých Budějovicích.